# Tolland (Connecticut)
Tolland es un pueblo ubicado en el condado de Tolland en el estado estadounidense de Connecticut. En el año 2005 tenía una población de 13.146 habitantes y una densidad poblacional de 127,8 personas por km².

## Geografía
Tolland se encuentra ubicada en las coordenadas 41°52′19″N 72°22′10″O / 41.87194, -72.36944.

## Demografía
Según la Oficina del Censo en 2000 los ingresos medios por hogar en la localidad eran de $77,398, y los ingresos medios por familia eran $106,166. Los hombres tenían unos ingresos medios de $51,659 frente a los $37,795 para las mujeres. La renta per cápita para la localidad era de $29,892. Alrededor del 2.2% de la población estaban por debajo del umbral de pobreza.